# Bni M'Hamed-Sijelmassa
Bni M Hamed  Sijelma (franska: Bni M Hamed  Sijelma (CR), Bni M Hamed  Sijelma (Commune Rurale), arabiska: زاوية سيدي حمزة) är en kommun i Marocko.   Den ligger i provinsen Errachidia och regionen Drâa-Tafilalet, i den östra delen av landet, 400 km sydost om huvudstaden Rabat. Antalet invånare är 16 709.